# Michał Leszczyński (malarz)
Michał Antoni Leszczyński herbu Korczaka, ang. Michael Lester (ur. 26 marca 1906 w Dolinie, zm. 21 grudnia 1972 w Montego Bay) – polski malarz marynista, kapitan Marynarki Handlowej.

## Życiorys
Urodził się 26 marca 1906 w Dolinie. Był wnukiem Franciszka Leszczyńskiego i Leopoldyny z domu Walter oraz synem Franciszka (c. k. urzędnik samorządowy) i Eleonory z domu Walter. Miał dwie siostry: Ludmiłę (1907-1983, żona prof. Władysława Schwarzenberg-Czernego) i Helenę (1909-1988, po mężu Niemczynowicz, zamieszkująca w Gdańsku-Oliwie). Wpływ na jego zainteresowanie malarstwem miała matka, także malarka. Po śmierci ojca (ok. 1932 wraz z rodziną zamieszkał w Sanoku, wpierw poniżej zamku królewskiego, następnie przy ulicy Płowieckiej (obecnie dzielnica Zatorze).
Od 1924 kształcił się w Szkole Morskiej w Tczewie, gdzie ukończył naukę w 1928. Według wspomnień i książek Karola Olgierda Borchardta, była tam nazywany przez kolegów przezwiskiem „Pigłu”; oprócz ujawnionego już talentu plastycznego i malarskeigo, grał na skrzypcach, fortepianie, dyrygował orkiestrą szkolną, znał języki: angielski, francuski i niemiecki, oraz świetnie fechtował. Uczył się w Konserwatorium w Warszawie. Studiował malarstwo na Akademii Sztuk Pięknych w Krakowie pod kierunkiem profesorów Józefa Mehoffera i Kazimierza Sichulskiego.
Następnie jako marynarz praktykował na francuskich statkach linii Chargeurs Réunis w okolice Indochin i jako pierwszy oficer na jachcie Zawisza Czarny. Na początku lat 30. pracował jako pilot portowy w Gdyni. Jego zamiłowaniem było malowanie żaglowców i służba na nich. W latach 30. pływał na szkunerze Elemka. W 1937 został kapitanem polskiego handlowego szkunera „Orion”. Po odbyciu pierwszego rejsu do Wielkiej Brytanii, statek został zatrzymany w Londynie za długi armatora. Leszczyński wówczas zasłynął w Wielkiej Brytanii jako malarz marynista. M.in. jego wystawę w Londynie otwierał Bernard Shaw. W latach 30. osiadł w Wielkiej Brytanii, gdzie ożenił się z Angielką Peggy. Michał Leszczyński napisał w Anglii dwa podręczniki malarstwa: „How to draw sail & sea” (1944) i „Marine Perspective” (1949). Anglicy pisali o nim: „Michał Leszczyński nas, Anglików uczy jak malować morze i żaglowce„ i nazywali drugim Josephem Conradem. Pływał także na statku „Maud Mary”.
Podczas II wojny światowej pływał na tzw. „statkach-pułapkach” (ang. „Q-ships”), używanych do zwalczania niemieckich okrętów podwodnych. Był organizatorem i przewodniczącym Związku Oficerów Polskiej Marynarki Handlowej w Anglii, występującego wobec władz brytyjskich. W kwietniu 1941 został kapitanem starego żaglowca „Garlandstone”, eksploatowanego od grudnia 1941 w ramach zorganizowanego przez siebie towarzystwa żeglugowego Garland Shipping Company Ltd. Pływał na nim w rejsach handlowych między Anglią a Irlandią do 1943 roku, kiedy towarzystwo splajtowało. Tuż po wojnie, w grudniu 1945 jako pierwszy oficer statku „Poznań” powrócił do Polski. Został kapitanem parowca „Rataj”, jednak po odbyciu dwóch rejsów wyjechał znów do Anglii, gdzie pozostała jego żona, po czym nadal malował. Tam został wybrany na członka rzeczywistego Królewskiej Akademii Sztuk Pięknych. Przyznano mu także prawo posługiwania się skrótem F.R.S.A. (Fellow of Royal Society of Arts) po nazwisku.
W 1953 osiadł na Jamajce i zamieszkał tam w porcie Montego Bay. W tym miejscu zupełnie oddał się malarstwu. W tym czasie przyjął pseudonim „Lester” ze względu na trudną wymowę polskiego nazwiska, tym niemniej swoje obrazy nadal podpisywał „M. Leszczyński”. Założył własną galerię „Lester Art. Gallery” i publikował również książki w dziedzinie teorii malarstwa marynistycznego (np. Jak malować morze i żagle, Perspektywa morska). Był określany jako „najlepszy kapitan (marynarz) wśród malarzy i najlepszy malarz wśród kapitanów (marynarzy)”.
Zmarł 21 grudnia 1972 w Montego Bay na Jamajce. Po jego śmierci żona Peggy prowadziła nadal galerię. Obecnie istnieje tam znane i licznie odwiedzane przez turystów muzeum jego prac marynistycznych.
Pod koniec lat 70. XX wieku z inicjatywy Ministerstwa Kultury i Sztuki odbyła się wystawa jego prac sprowadzonych z Jamajki – w Gdańsku, Warszawie i w Londynie, gdzie jest bardzo znany i uważany za wybitnego marynistę. Dwa jego obrazy sakralne umieszczono w kościele Przemienienia Pańskiego w Sanoku (jeden przedstawia Matkę Boską z Dzieciątkiem Jezus, a drugi Świętą Trójcę). Inne prace trafiły do Wyższej Szkoły Morskiej w Gdyni.